# Портал, Чарльз Фредерик Алджернон
Чарльз Фредерик Элджернон Портал, 1-й виконт Портал из Хангерфорда (англ. Charles Frederick Algernon Portal, 1st Viscount Portal of Hungerford; 21 мая 1893, Хангерфорд, Беркшир ‒ 22 апреля 1971, Чичестер, Суссекс) — британский военный деятель, маршал Королевских ВВС (1944), начальник штаба ВВС Великобритании, командующий ВВС Соединённого Королевства.

## Биография

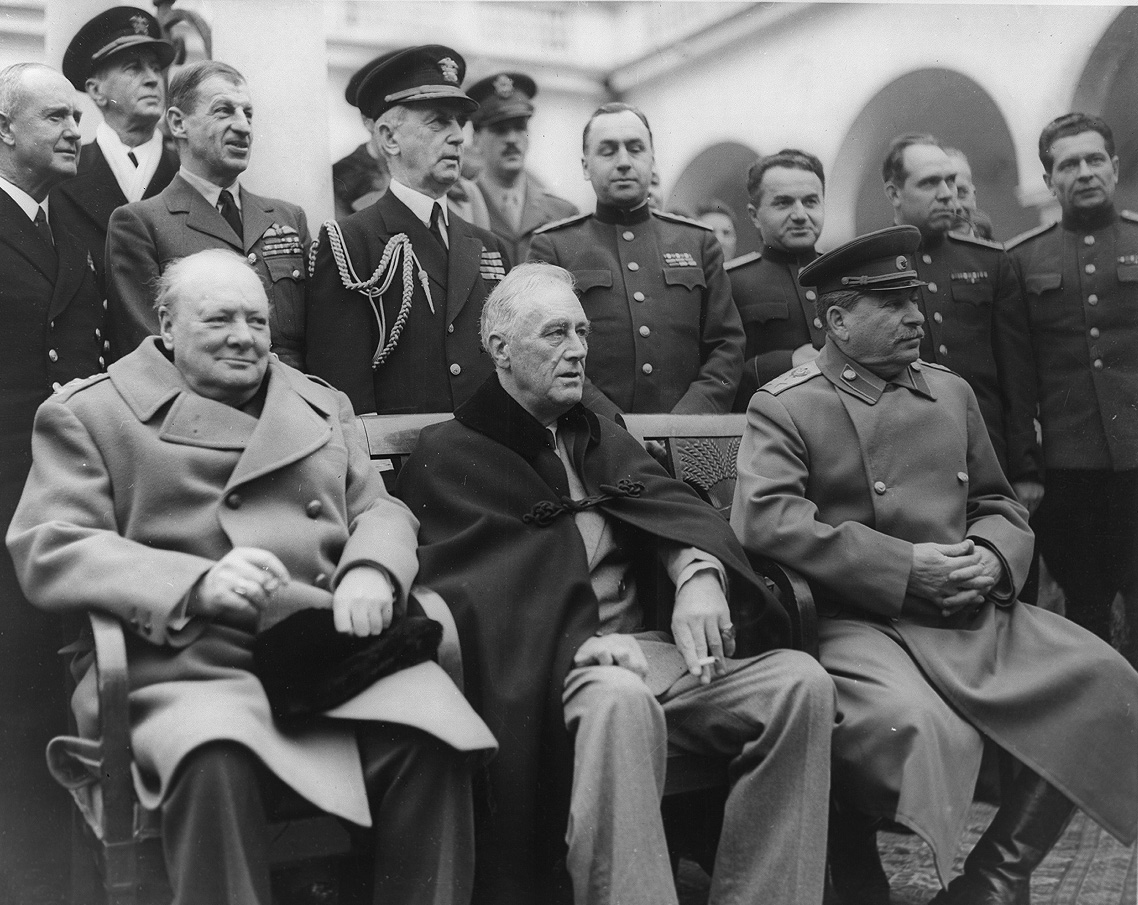
Ялтинская конференция. 1945 г. Маршал ВВС Великобритании Ч. Портал, стоит за У. Черчиллем

После окончания Винчестерского колледжа, изучал право в Оксфордском университете. В 1914 году, не окончив университета, добровольцем вступил в армию.
Участник Первой мировой войны 1914—1918 годов. С 1915 года — пилот Королевских ВВС. Затем — командир звена, командир эскадрильи легких бомбардировщиков на Западном фронте.
С 1922 года служил к штабе королевских военно-воздушных сил Великобритании.
В 1937‒1938 годах — начальник отдела министерства авиации, с 1939 года — член совета ВВС.
С начала Второй мировой войны (1939) возглавлял бомбардировочную авиацию. С октября 1940 был начальником штаба ВВС (фактически главнокомандующим ВВС). Принимал участие в планировании и осуществлении
стратегических бомбардировок промышленных районов Германии.
С 1946 года ‒ в отставке.
Работал в органах контроля за атомной энергией, был председателем совета директоров British Aluminium (англ.), директором British Aircraft Corporation и одного из крупнейших английских банков.

## Награды
- Орден Подвязки
- Рыцарь Большого креста Ордена Бани
- Орден Заслуг (Великобритания)
- Орден «За выдающиеся заслуги»
- Военный крест (Великобритания)
- Большой крест Ордена Почётного легиона (Франция)
- Большой крест ордена Возрождения Польши
- Большой крест Ордена Короны (Бельгия)
- Военный крест (Бельгия)
- Большой крест Королевского ордена Георга I (Греция)
- Орден Белого льва 1 степени (ЧССР)
- Большой крест ордена Оранских-Нассау (Нидерланды)
- Медаль «За выдающиеся заслуги» (США)
- Военный крест (Чехословакия)
- Заместитель лорда-наместника (Deputy Lieutenant)